# Grorud Futsal
Il Grorud Futsal è una squadra norvegese di calcio a 5 con sede a Grorud. Milita nella 1. divisjon, seconda divisione del campionato locale.

## Storia
La squadra è stata fondata il 1º agosto 2012. Nella sua storia, ha vinto il campionato 2014-2015 e la Futsal Cup 2013-2014. Inoltre, si è aggiudicata la Brönske Night Open 2014-2015.

## Organico

### Rosa
Aggiornata al campionato 2015-2016.
| N° | Naz.                | Ruolo | Sportivo                    | Anno | Alt.   | Peso  |
| -- | ------------------- | ----- | --------------------------- | ---- | ------ | ----- |
|    | Norvegia (bandiera) | POR   | Terje Kirsebom              | 1979 | 178 cm |       |
|    | Norvegia (bandiera) | DIF   | Cankat Demir                |      |        |       |
|    | Norvegia (bandiera) | DIF   | Mohamed Mahnin              | 1993 | 181 cm |       |
|    | Norvegia (bandiera) | LAT   | Mustapha Achrifi            | 1987 | 180 cm | 76 kg |
|    | Norvegia (bandiera) | LAT   | Faysal Ahmed                | 1988 | 180 cm | 76 kg |
|    | Norvegia (bandiera) | LAT   | Jonas Edvardsen             | 1988 | 180 cm |       |
|    | Norvegia (bandiera) | PIV   | Jimi Akinyemi               | 1988 | 184 cm |       |
|    | Norvegia (bandiera) | PIV   | Omar Fonstad El Ghaouti     | 1990 |        |       |
|    | Norvegia (bandiera) | PIV   | Abdurahim Laajab            | 1985 | 185 cm | 76 kg |
|    | Norvegia (bandiera) | PIV   | Arib Maazouzi               |      |        |       |
|    | Norvegia (bandiera) |       | Zacaria Maazouzi            | 1989 |        |       |
|    | Norvegia (bandiera) | PIV   | Dennis Obeng                | 1988 | 182 cm | 83 kg |
|    | Norvegia (bandiera) | PIV   | Esben Rashid                | 1991 |        |       |
|    | Norvegia (bandiera) |       | Jama Abdi Ahmed             |      |        |       |
|    | Norvegia (bandiera) |       | Mohamed El Amrani           |      |        |       |
|    | Norvegia (bandiera) |       | Kamal El Hammichi           |      |        |       |
|    | Norvegia (bandiera) |       | Saif Haydar Jafar           |      |        |       |
|    | Norvegia (bandiera) |       | Nikolai Jakobsen Hristov    |      |        |       |
|    | Norvegia (bandiera) |       | Martin Loddengaard Svendsen |      |        |       |
|    | Norvegia (bandiera) |       | Khalid Ahmed Mohamed        |      |        |       |
|    | Norvegia (bandiera) |       | Arbnor Odza                 |      |        |       |
|    | Norvegia (bandiera) |       | Sebastian Paulos            |      |        |       |
|    | Norvegia (bandiera) |       | Hakan Polat                 |      |        |       |